# アルザフラー大学
アルザフラー大学（アルザフラーだいがく、ペルシア語: دانشگاه الزهرا）は、イラン・テヘラン州・テヘランのヴァナクに所在する国立女子大学。
同大学は王制時代の1964年、女子高等教育学校（ペルシア語: مدرسه عالی دختران）と称する私立学校として設立され、のちにシャー・モハンマド・レザー・パフラヴィー皇后ファラフ・パフラヴィーの名にちなんで、ファラフ・パフラヴィー大学と改称された。
イラン・イスラーム革命の後に公立化。預言者ムハンマド最愛の娘にして初代イマームのアリーの妻であり、2代目イマームのハサンおよび最も聖なる殉教（カルバラーの悲劇）を遂げた3代目イマームのホセインの母である、ファーティマ・ザフラーから名を取ってアルザフラー大学と称するようになった。
アルザフラー大学は67分野で学位を授与。うち6つはPh.D.学位である。1998年9月23日、ザフラー・ラフナヴァルドが学長に任じられている。